# جوزپه بگتو
جوزپه بگتو (ایتالیایی: Giuseppe Beghetto؛ زادهٔ ۸ اکتبر ۱۹۳۹) دوچرخه‌سوار اهل ایتالیا است.
وی در مسابقات کشوری و بین‌المللی در مجموع برندهٔ ۴ مدال طلا، ۳ مدال نقره شده‌است.